# Францбрётхен

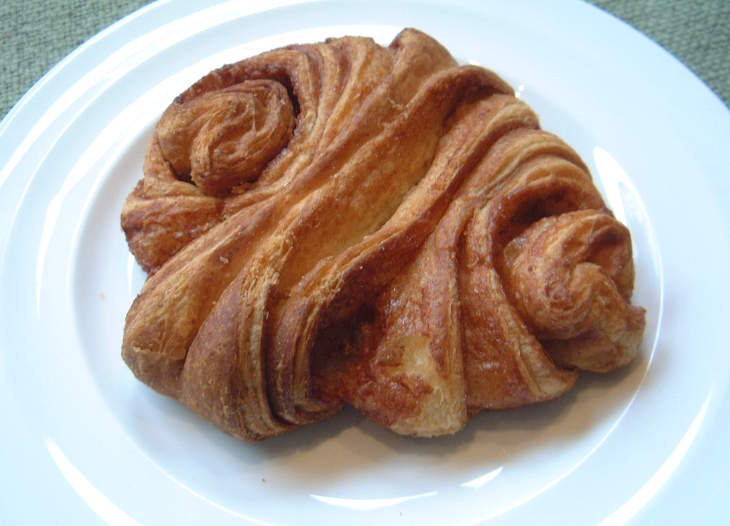
Францбрётхен

Францбрётхен (нем. Franzbrötchen — «Францева булочка») — сладкая булочка особой формы из слоёного теста с корицей. Для теста необходимы мука, масло, дрожжи, молоко, сахар и щепотка соли. Традиционной начинкой служит смесь сахара с корицей. Также иногда в начинку добавляют изюм, марципан и тыкву. Францбрётхен происходит из Гамбурга, где традиционно подаётся на завтрак. По одной из версий францбрётхен является подобием круассана, который появился в Гамбурге во время оккупации города войсками Наполеона.